# K-27
Il K-27 era un sottomarino a propulsione nucleare sovietico entrato in servizio negli anni sessanta.
Fu l'unica unità della classe sperimentale Progetto 645 ŽMT. Il progetto consisteva nello sviluppare un sottomarino nucleare la cui propulsione era garantita da due reattori sperimentali VT-1 che utilizzavano metallo liquido come liquido di raffreddamento.
Il K-27, costruito partendo dallo scafo dei sottomarini Classe November, entrò in servizio nell'ottobre 1963.
A seguito di una grave incidente accorso nel 1968 che portò al rilascio di radiazioni che causarono la morte di 9 membri dell'equipaggio dopo pochi giorni e la contaminazione degli altri 135 membri la maggior parte dei quali morì negli anni successivi, il sottomarino uscì dall'impiego operativo. I tecnici sovietici studiarono soluzioni tecniche alternative ma le ricerche non diedero l'esito sperato e il K-27 venne fatto affondare nel 1982 nel Mare di Kara
Il relitto rappresenta tuttora un pericolo ambientale per la zona seppur non ci siano prove di rilascio di radioattività.

## Storia

### Sviluppo
Il K-27 rappresentava per la marina dell'Unione Sovietica il primo impiego di metallo liquido come refrigerante nei reattori nucleari imbarcati. I due reattori, modello VT-1, erano in grado di produrre 146 MWt ed una potenza di 35 000 hp. Un reattore simile venne provato a Obninsk nel 1955.
Poiché i reattori VT-1 richiedevano meno energia elettrica durante la fase di avvio e di raffreddamento venne sviluppato un nuovo generatore di vapore. La capacità delle batterie a bordo era solamente il 75% di quelle dei sottomarini Classe November.
Inoltre rispetto ai sottomarini Classe November il K-27 differiva per una diversa disposizione interna (sette compartimenti contro i nove precedenti), dimensioni e dislocamento maggiori.
L'esperienza acquisita nel Progetto 645 nell'utilizzo del metallo liquido risultò utile sui sottomarini Classe Alfa che adottarono lo stesso sistema.
A causa del suo lungo tempo di sviluppo, di realizzazione e dall'enorme budget richiesto, venne soprannominato Zolotaya Rybka (in italiano: "piccolo pesce rosso") facendo riferimento ad una popolare fiaba russa.

### Impiego Operativo
Il 2 marzo del 1958 il K-27 venne iscritto nelle lista delle navi della Marina Militare sovietica e nel 1962 entra a far parte delle Flotta del Nord.
Tra il 10 e il 22 febbraio 1963 svolse dei test sotto la direzione del Governo che proseguirono fino al 30 ottobre quando entrò in servizio presso la base di Ostrovnoj.
Tra il 21 aprile e il 12 giugno l'unità venne duramente impegnata in esercitazioni nell'area equatoriale dell'Atlantico passando oltre cinquanta giorni senza emergere e percorrendo un totale di 19.996 km (di cui 19.759 km in immersione).
Le attività addestrative e di ricerca procedettero senza problemi fino all'ottobre del 1967 quando delle scorie di acciaio nel reattore di dritta intasarono i tubi del sistema di raffreddamento. Il K-27 riprese il mare per una crociera artica il 21 maggio 1968 dopo essere stato sottoposto agli interventi di manutenzione necessari.

#### L'incidente al reattore
Il 24 maggio del 1968 il K-27 si trovava in una crociera di cinque giorni nell'Artico preparandosi ad effettuare il giro del mondo senza mai emergere.
Improvvisamente durante una prova con i motori a massima velocità, in circa 60-90 secondi, la potenza del reattore di dritta scese dall'83% fino al 7% e i contatori Geiger rilevarono la fuoriuscita di gas radioattivo. Il gas letale, per mezzo dei sistemi di ventilazione, si diffuse in tutti i compartimenti e il K-27 invertì la rotta dirigendosi verso il porto di partenza utilizzando il reattore di babordo. Dopo alcune ore alcuni membri dell'equipaggio del quarto compartimento iniziarono a mostrare sintomi di intossicazione da radiazioni.
Dopo cinque ore di navigazione il K-27 arrivò nella base di Ostrovnoj nella Penisola di Kola e il capitano del battello venne prelevato dal comandante della base mentre la maggior parte dell'equipaggio dovette percorrere due chilometri a piedi per raggiungere gli alloggi. Inoltre ad alcuni membri venne ordinato di rimanere a bordo del sommergibile con compiti di sorveglianza.
Tutti i 144 uomini di equipaggio vennero contaminati da radiazioni; nove di questi morirono poco dopo l'incidente e la maggior parte morì prematuramente gli anni successivi (nel 2013 dei 144 uomini ne rimanevano ancora in vita 56).

#### Causa
La causa del brusco calo di potenza è da ricercare in una avaria al sistema di raffreddamento del reattore. Il sistema di raffreddamento del K-27 tendeva a perdere vapore che andava ad ossidare il metallo liquido. Per questo era richiesta una frequente manutenzione per la rimozione di tali particelle. Nell'evento del 24 maggio molto probabilmente si creò un tappo di particelle ossidanti all'interno di uno tubi che portò al surriscaldamento ed alla conseguente fusione parziale del reattore.

### Destino
Dopo l'incidente al reattore i tecnici sovietici cercarono delle soluzioni tecniche alternative considerando addirittura di sostituire i reattori con un modello più recente. I costi di tali modifiche erano però troppo elevati per le casse della Marina Militare sovietica e il sottomarino rimase fermo fino al 1982 quando venne trainato nel Mare di Kara e fatto affondare.